# هیروکی سوگاجیما
هیروکی سوگاجیما (انگلیسی: Hiroki Sugajima؛ زادهٔ ۱۱ مهٔ ۱۹۹۵) بازیکن فوتبال اهل ژاپن است.
از باشگاه‌هایی که در آن بازی کرده‌است می‌توان به باشگاه فوتبال جف یونایتد ایچیهارا چیبا اشاره کرد.